# マンネルハイム線

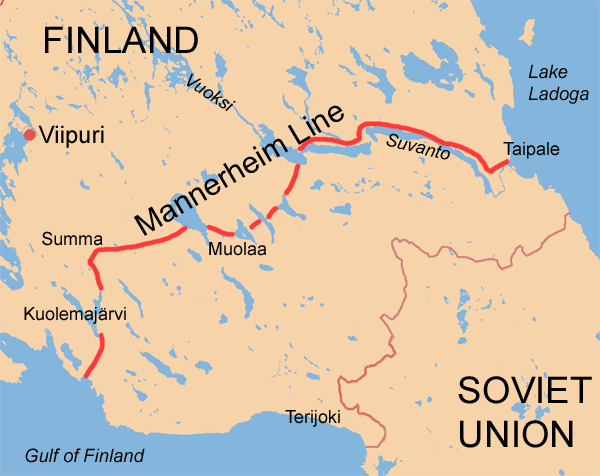
フィンランド第二の都市ヴィープリ（現ロシア領）の南方のカレリア地峡にマンネルハイム線が築かれていた

マンネルハイム線（マンネルハイムせん）、またはマンネルヘイム線（マンネルヘイムせん）は、ソ連軍の侵攻に対抗するためフィンランド軍がラドガ湖とフィンランド湾の間のカレリア地峡（現在はロシア領）に長さ135km、幅90kmに亘り築いた防衛線のこと。ナチス・ドイツの技術援助により作られた。名称はフィンランドの陸軍元帥・カール・グスタフ・エミール・マンネルヘイムに由来する。

## 建設
この防衛線は当初、1918年のフィンランド内戦の直後にマンネルヘイムが構想したが、彼が下野したために実現しなかった。その後1921年より1924年、および1932年以後の2期に分けてトーチカや機関銃座が建設されたが完成する前にソ連との「冬戦争」に突入した。マンネルハイム線には、ジークフリート線やマジノ線のような大型トーチカや対戦車壕や「竜の歯」と呼ばれるコンクリート製の対戦車用障害物などはなく、自然の地形や倒木などの障害物を利用した防衛陣地が築かれていた。構築のために使用されたコンクリート（14,520立方メートル）は、ヘルシンキのオペラ座建設用のコンクリート（15,500立方メートル）よりも少ないほどであった。

## 冬戦争
冬戦争の際、マンネルハイム線は激しい戦場となり、当初フィンランド全土を占領するつもりだったソ連軍は冬季の厳しい環境とフィンランド軍の決死の防衛のため、この線上で2ヶ月に亘り足止めされた。フィンランド軍は国民に対し強固な対ソ防衛線があると信じさせるため、ソ連軍はフィンランドへの進撃が止まってしまっている理由を説明するため、それぞれマンネルハイム線の強力さを宣伝した。このため、実際にはトーチカは小さく大砲もわずかしかなく、ただの塹壕や地形を使った障害物が大半を占めるにもかかわらず、「重武装したマンネルハイム線」という伝説が流布するようになった。
冬戦争の後、マンネルハイム線上の構造物はソ連軍の工兵により破壊された。その後の継続戦争では両軍ともこの線上で戦っているが、もはや両軍とも防衛線を再建することはなかった。